# Správní obvod obce s rozšířenou působností Přelouč
Správní obvod obce s rozšířenou působností Přelouč je od 1. ledna 2003 jedním ze tří správních obvodů rozšířené působnosti obcí v okrese Pardubice v Pardubickém kraji. Čítá 42 obcí.
Města Přelouč a Chvaletice jsou obcemi s pověřeným obecním úřadem.

## Seznam obcí
Poznámka: Města jsou vyznačena tučně, městyse kurzívou.
- Brloh
- Břehy
- Bukovina u Přelouče
- Hlavečník
- Holotín
- Choltice
- Chrtníky
- Chvaletice
- Jankovice
- Jedousov
- Jeníkovice
- Kladruby nad Labem
- Kojice
- Labské Chrčice
- Lipoltice
- Litošice
- Mokošín
- Morašice
- Poběžovice u Přelouče
- Přelouč
- Přelovice
- Přepychy
- Řečany nad Labem
- Selmice
- Semín
- Sopřeč
- Sovolusky
- Stojice
- Strašov
- Svinčany
- Svojšice
- Tetov
- Trnávka
- Turkovice
- Újezd u Přelouče
- Urbanice
- Valy
- Vápno
- Veselí
- Vyšehněvice
- Zdechovice
- Žáravice

## Obyvatelstvo
| Rok  | Obyv.  | ± %     |
| ---- | ------ | ------- |
| 1869 | 21 523 | —       |
| 1880 | 23 759 | +10,4 % |
| 1890 | 24 137 | +1,6 %  |
| 1900 | 23 657 | −2 %    |
| 1910 | 24 739 | +4,6 %  |

| Rok  | Obyv.  | ± %     |
| ---- | ------ | ------- |
| 1921 | 24 039 | −2,8 %  |
| 1930 | 23 555 | −2 %    |
| 1950 | 20 883 | −11,3 % |
| 1961 | 24 165 | +15,7 % |
| 1970 | 23 606 | −2,3 %  |

| Rok  | Obyv.  | ± %    |
| ---- | ------ | ------ |
| 1980 | 24 786 | +5 %   |
| 1991 | 24 520 | −1,1 % |
| 2001 | 24 199 | −1,3 % |
| 2011 | 24 453 | +1 %   |
| 2021 | 25 035 | +2,4 % |